# Blatnica Pokupska
Blatnica Pokupska – wieś w Chorwacji, w żupanii karlowackiej, w mieście Karlovac. W 2011 roku liczyła 31 mieszkańców.